# اماتو
اماتو (به ایتالیایی: Amato) یک سکونتگاه مسکونی در ایتالیا است که در استان کاتانزارو واقع شده‌است.

## خصوصیات
اماتو ۲۰٫۹۱ کیلومترمربع مساحت و ۸۷۴ نفر جمعیت دارد و ۴۸۰ متر بالاتر از سطح دریا واقع شده‌است.